# Giuseppe Rossiello
Giuseppe Rossiello (Bitonto, 15 febbraio 1948) è un politico italiano.

## Biografia
Laureato in lettere classiche, è insegnante di liceo. È consigliere comunale di Bitonto per il Partito Comunista Italiano fin dagli anni '80, restando in carica fino al 1994. Dopo lo scioglimento del PCI aderisce al Partito Democratico della Sinistra.
Nel 1996 viene eletto deputato con l'Ulivo nel collegio uninominale di Bitonto. Nel 1998 confluisce nei Democratici di Sinistra. Conferma il proprio seggio con l'Ulivo anche alle elezioni politiche del 2001. Conclude il mandato parlamentare nel 2006.